# Norma Chilena de Calidad 2728
La norma chilena de calidad 2728, abreviada como NCh2728 y cuya primera versión es de 2003, es un documento de aplicación nacional que se puede definir como el conjunto de propiedades y características de un producto o servicio que le confieren la aptitud para satisfacer necesidades expresas o implícitas. La satisfacción del cliente es un elemento innovador y responde al paso de una economía basada en la oferta a un modelo donde la economía se centra en la demanda.
La NCh2728 es una norma que fija los requisitos mínimos que deben poseer los Organismos Técnicos de Capacitación (OTEC), para implementar un sistema de gestión de la calidad, cumplimiento los requisitos relativos a la administración e infraestructura, personal, actividades de capacitación, y la relación con los participantes.
Esta reglamentación toma todos y cada uno de los elementos (ocho criterios) de la norma  ISO  9001:2000, incorporando los criterios:
- N.º 9 otros requisitos, tanto generales, como administrativos y de infraestructura, y
- N.º 10 respecto a la certificación, por lo que garantiza la incorporación de estándares de calidad en actores importantes del sistema nacional de capacitación, como lo son los OTECs.

## Criterios de la norma NCh2728:2003
1. Alcance y campo de aplicación;
2. Referencias normativas;
3. Términos y definiciones;
4. Sistema de gestión de la calidad;
5. Responsabilidad de la dirección;
6. Gestión de los recursos;
7. Realización del servicio;
8. Medición, análisis y mejora;
9. Otros requisitos;
10. Certificación.

## Etapas de Implementación y Acreditación de un OTEC
1. Persona Jurídica
2. Implementar una Oficina para uso administrativo
3. Sistema de Gestión de la Calidad NCh2728
4. Certificación NCh2728
5. Acreditación OTEC de parte del SENCE